# اچ‌ام‌اس شانون (۱۸۷۵)
اچ‌ام‌اس شانون (۱۸۷۵) (به انگلیسی: HMS Shannon (1875)) یک کشتی بود که طول آن ۲۶۰ فوت (۷۹ متر) بود. این کشتی در سال ۱۸۷۵ ساخته شد.